# Кузьмин, Андрей Альбертович
Андре́й Альбе́ртович Кузьми́н (р. 1959) — российский политический деятель. Депутат Государственной думы VII созыва с 9 сентября 2018 года. Депутат Благовещенской городской думы с 14 сентября 2014 года по 9 сентября 2018 года.

## Биография
Родился 21 сентября 1959 года в Благовещенске. В юности был курсантом Благовещенского речного училища, трудовую деятельность начинал в Благовещенском речном порту.
В 1990 году окончил Высшую школу МВД СССР в Хабаровске, получил высшее юридическое образование. Тридцать лет отслужил в органах внутренних дел МВД на различных должностях, участвовал в контртеррористической операции на Кавказе.
В 2010 году в звании полковника вышел в отставку.

### Политическая карьера
С 2013 по 2018 г. был помощником депутатов Законодательного собрания Амурской области от ЛДПР. Член ЛДПР, председатель контрольно-ревизионной комиссии регионального отделения партии в Амурской области.
В марте 2011 г. баллотировался от ЛДПР на пост главы Архаринского района Амурской области, занял второе место из трех с результатом 12,66%. 
В декабре 2011 года был выдвинут партией на выборы главы Чигиринского сельсовета, набрал 30,30%, заняв второе место.
В марте 2012 г. принимал участие в выборах в Ивановский и Благовещенский районные советы народных депутатов от регионального отделения ЛДПР, избран не был. На выборах в Благовещенский совет занял в округе №4 восьмое место из десяти (14,37%), на выборах в Ивановский совет депутатов в округе №2 — последнее 6-е место (7,55%).
8 сентября 2013 года был избран депутатом Белогорского городского Совета народных депутатов VI созыва от партии ЛДПР. Одновременно участвовал в выборах в Совет народных депутатов ЗАТО Углегорск по округу №2, заняв восьмое место из десяти и в выборах главы Углегорска заняв третье место.
В 2014 году был избран депутатом Благовещенской городской Думы по списку от партии ЛДПР. Занимал пост заместителя председателя комитета по вопросам экономики, собственности и жилищно-коммунального хозяйства. Одновременно являлся руководителем депутатской фракции ЛДПР.
9 сентября 2018 года победил на дополнительных выборах депутатов Государственной Думы по Амурскому одномандатному избирательному округ N 71 и стал депутатом Государственной думы VII созыва, вошел во фракцию ЛДПР. Член Комитета по региональной политике и проблемам Севера и Дальнего Востока .
Награждён медалями «Маршал Советского Союза Жуков», «За строительство БАМа», «За безупречную службу» всех степеней, «Участнику контртеррористической операции на Кавказе», «200 лет МВД» и другими.
В декабре 2019 года награждён «Благодарностью» «за вклад в законотворческую деятельность и развитие парламентаризма в Российской Федерации», Председателем Государственной Думы — Вячеславом Володиным.